# Третій уряд Дональда Туска
Третій уряд Дональда Туска – польський уряд прем'єр-міністра Дональда Туска, що діє з 13 грудня 2023 року.
Уряд був сформований за підсумком парламентських виборів, які пройшли у Польщі 15 жовтня 2023 року. За підсумками виборів коаліцію у 242 (також підтримується Adam Gomoła Незалежний політик) (з 231 необхідних для утворення більшості) мандатів сформували чотири опозиційні до на той момент правлячої «Права і справедливості»: «Громадянська коаліція», «Польща 2050», Польська селянська партія та «Лівиця».

## Передумови створення уряду
13 листопада 2023 року відбулося перше засідання Сейму Х каденції. Згідно з чинною Конституцією Польщі, першочерговим правом на утворення уряду володіє Президент. 
6 листопада 2023 року Президент Польщі Анджей Дуда оголосив, що висуває на посаду тимчасового прем'єр-міністра чинного прем'єр-міністра Матеуша Моравецького, а 27 листопада 2023 року Дуда прийняв від нього.присягу. 
Але, 11 грудня 2023 року депутати висловили вотум недовіри уряду Моравецького. Того ж дня Моравецький подав у відставку, яку прийняв Президент, а депутати перейшли до другого конституційного кроку формування уряду, що сталося вдруге з моменту прийняття Конституції 1997 року. 
Керуючись ст. 154 Конституції Польщі, Сейм обрав Туска прем'єр-міністром Польщі, а згодом 248 голосами депутатів був сформований уряд. Уряд є коаліційним, до його складу увійшли представники усіх парламентських фракцій, які сформували коаліцію в Сеймі.
13 грудня 2023 року присягу від новообраного прем'єр-міністра та усіх членів уряду прийняв Президент і третій уряд Туска почав роботу.

## Члени уряду[1]
- Прем'єр-міністр - Дональд Туск
- Віцепрем'єр-міністр, міністр національної оборони - Владислав Косіняк-Камиш
- Віцепрем'єр-міністр, міністр цифровізації - Кшиштоф Гавковський
- Міністр державних активів - Борис Будка
- Міністр фондів та регіональної політики - Катажина Пелчинська-Наленч
- Міністр клімату і навколишнього середовища - Пауліна Хенніг-Клоска
- Міністр культури і національної спадщини - Бартоломей Сенкевич
- Міністр сім'ї, праці і соціальної політики - Агнешка Дзєм'янович-Бонк
- Міністр сільського господарства і розвитку села - Чеслав Сєкерський
- Міністр розвитку і технологій - Кшиштоф Гетьман
- Міністр охорони здоров'я - Ізабела Лещина
- Міністр освіти - Барбара Новацька
- Міністр науки - Даріуш Вєчорек
- Міністр фінансів - Анджей Доманьський
- Міністр інфраструктури - Даріуш Климчак
- Міністр спорту і туризму - Славомір Нітрас
- Міністр внутрішніх справ і адміністрації - Марчін Кервінський
- Міністр - член Ради Міністрів - Томаш Семоняк
- Міністр закордонних справ - Радослав Сікорський
- Міністр у справах Європейського Союзу - Адам Шлапка
- Міністр юстиції - Адам Боднар
- Міністр промисловості - Мажена Чарнецька
- Міністр політики у справах людей похилого віку - Мажена Окла-Дреунович
- Міністр рівності - Катажина Котула
- Міністр громадянського суспільства, голова Комітету суспільної користі - Аґнєшка Бучинська
- Міністр - член Ради Міністрів - Ян Грабєц
- Міністр - член Ради Міністрів - Мацєй Берек

## Програма уряду
12 грудня 2023 року Туск виголосив exposé Сейму, у якому наголосив на важливості дотримання виконання прав та свобод громадян, в тому числі незалежності судів та Конституційного Трибуналу, а також підкреслив важливість підтримки України у повномасштабній агресії Росії.
Промова Туска тривала дві години та чотири хвилини, що стало другою за тривалістю промовою серед усіх прем'єр-міністрів III Речі Посполитої. Найдовшу виголосив сам же Туск у 2007 році, вона тривала три години та п'ять хвилин.